# Mojo Alcantara
Mojo Alcantara es una localidad italiana de la provincia de Mesina, región de Sicilia, con 778 habitantes.

Ubicación de la ciudad de Mojo Alcantara dentro de la provincia de Mesina.

## Evolución demográfica
| Gráfica de evolución demográfica de Mojo Alcantara entre 1861 y 2001 |
|                                                                      |
| Fuente ISTAT - Elaboración gráfica por parte de Wikipedia            |